# Jižná
Jižná (německy Jischna, Giesna (1364)) je vesnice, část obce Pluhův Žďár v okrese Jindřichův Hradec v Jihočeském kraji. Nachází se asi 2,5 kilometru severně od Pluhova Žďáru. Je zde evidováno 59 adres. V roce 2011 zde trvale žilo 104 obyvatel.
Jižná je také název katastrálního území o rozloze 8,25 km². V katastrálním území Jižná leží i Červená Lhota.

## Historie
První písemná zmínka o vesnici pochází z roku 1364.

## Obyvatelstvo
| Rok            | 1869 | 1880 | 1890 | 1900 | 1910 | 1921 | 1930 | 1950 | 1961 | 1970 | 1980 | 1991 | 2001 | 2011 | 2021 |
| -------------- | ---- | ---- | ---- | ---- | ---- | ---- | ---- | ---- | ---- | ---- | ---- | ---- | ---- | ---- | ---- |
| Počet obyvatel | 260  | 278  | 260  | 291  | 261  | 255  | 212  | 185  | 189  | 166  | 147  | 128  | 121  | 104  | 100  |
| Počet domů     | 42   | 43   | 43   | 44   | 44   | 44   | 43   | 35   | 56   | 41   | 42   | 51   | 56   | 58   | 56   |

## Obecní správa
Při sčítání lidu v letech 1850–1976 Jižná byla samostatnou obcí, se kterým patřila nejprve do okresu Pelhřimov, ale v letech 1900–1950 v okrese Kamenice nad Lipou a od roku 1960 v okrese Jindřichův Hradec. Od 30. dubna 1976 je částí obce Pluhův Žďár v okrese Jindřichův Hradec. V letech 1850–1920 k obci patřily Samosoly a v letech 1850–1976 také Červená Lhota.

## Pamětihodnosti a zajímavosti
- Kaple na návsi
- Křížek na křižovatce mezi Jižnou a Červenou Lhotou
- Křížek na kraji vesnice směrem na Pluhův Žďár
- Jižná leží v bezprostřední blízkosti zámku Červená Lhota